# Ulrich Knispel
Ulrich Knispel (* 18. September 1911 in Alt Schaumburg (Szumiłowo) bei Küstrin; † 20. November 1978 in Reutlingen) war ein deutscher Maler, Mosaikkünstler, Grafiker, Zeichner und Kunstpädagoge.

## Leben
Ulrich Knispel, Sohn eines Pfarrers, startete, nachdem er 1930 das Abitur an der Staatlichen Lutherschule in Eisleben gemacht hatte, seine Ausbildung mit dem Studium in Kunst, Physik und Pädagogik. Er begann 1930/31 mit einem Studium an der Kunstschule Burg Giebichenstein in Halle (Saale) bei Erwin Hahs, es folgten 1931/32 Studien an der Kunstakademie Königsberg bei Alfred Partikel und Fritz Burmann und von 1932 bis 1934 an der Staatlichen Kunstschule in Berlin bei Konrad von Kardorff und Curt Lahs mit der anschließenden künstlerischen Prüfung für das Lehramt an höheren Schulen. Von 1934 bis 1936 studierte er Physik an der Universität Halle mit dem Staatsexamen als Abschluss. Von 1939 bis 1945 wurde er zum Kriegsdienst eingezogen und geriet in Gefangenschaft. Von 1946 bis 1948 war er in Halberstadt freischaffend als Maler tätig, formal wurde er aber als Schüler der Burg Giebichenstein bei Erwin Hahs geführt. 1946 war Knispel auf der Ausstellung bildender Künstler des Bezirks Magdeburg in Magdeburg mit neun Arbeiten vertreten. Von 1948 bis 1951 übte er eine Lehrtätigkeit an der Burg Giebichenstein aus als Leiter der Grundlehre. 1950 wurde er mit dem Kunstpreis des Landes Sachsen-Anhalt geehrt.
Ein Jahr später erregte Knispel bei einem Aufenthalt mit seinen Studenten in Ahrenshoop auf dem Fischland den Unwillen der SED und wurde zu einem Opfer des Formalismusstreites. Die in der Ahrenshooper Bunten Stube ausgestellten Studienblätter seiner Schüler entsprachen nicht dem gewünschten sozialistischen Realismus, sondern zeigten Ansätze der „… amerikanischen Fäulnis-Ideologie … dekadenten Dreck des Westens …“, wie in dem diffamierenden Leserbrief aus Ahrenshoop „Lebensfeindliche Kunstdiktatur in ‚Giebichenstein‘“ von Wilhelm Girnus, Redakteur der Zeitung Neues Deutschland, zu lesen war. Knispel wurde am Ende der „Knispel-Affäre“ fristlos aus dem Lehramt entlassen, seine eigenen Arbeiten wurden beschlagnahmt. Er entzog sich einer möglichen Verhaftung durch die Flucht in den Westen.
Von 1951 bis 1953 war er freiberuflich in West-Berlin und danach bis 1956 freiberuflich und als Kunsterzieher in Scheeßel bei Bremen tätig. 1956 folgte die Übersiedlung nach Dortmund, wo er als Kunsterzieher am Max-Planck-Gymnasium arbeitete, bevor er von 1961 bis 1965 an der Werkkunstschule Dortmund als Leiter der Abteilung Grundlehre wirkte. Ab 1965 hatte er eine außerordentliche Professur an der Hochschule für Bildende Künste in Berlin-Charlottenburg, ab 1971 die ordentliche Professur für Grundlehre in der Angewandten Kunst. Von 1975 bis zu seiner Emeritierung 1977 war er Leiter der Grundlehre des Fachbereichs Bildende Kunst.

## Werk
Ulrich Knispel war ein Maler der Halleschen Schule. Er arbeitete sowohl gegenständlich als auch abstrakt. Zunächst orientierte er sich am Expressionismus und an den großen Einzelgängern der Moderne. Später prägte sein phantasievolles künstlerisches Schaffen der Surrealismus. Er war mit seinen Arbeiten auf zahlreichen internationalen und nationalen Kunstausstellungen neben namhaften Künstlern wie HAP Grieshaber, Georg Meistermann, Ernst Wilhelm Nay oder Hann Trier vertreten.